# Nyugat-Finnország
| Nyugat-Finnország címere                | |
| Statisztikai tartomány                  | FI-LS |
| Székhely                                | Turku |
| Kormányzó                               | Rauno Saari                                                                                                |
| Történelmi tartományok                  | Finland Proper Satakunda Ostrobothnia                                                                      |
| Régiók                                  | Finland Proper Central Finland Pirkanmaa Satakunta Central Ostrobothnia Ostrobothnia Southern Ostrobothnia |
| Terület - Összesen                      | 2. helyen 74 185 km²                                                                                       |
| Népesség - Összesen (2002) - Népsűrűség | 1. helyen 1 839 581 24,8 fő/ km²                                                                           |
| Nyugat-Finnország                       | |

Nyugat-Finnország tartomány (1997–2009) egyike volt Finnország tartományainak. Határos volt Oulu tartománnyal, Kelet-Finnországgal és Dél-Finnországgal. A Balti-tenger Botteni-öblén keresztül Ålanddal is volt határos.

## Korábbi tartományok
Nyugat-Finnország a Valódi Finnország (Varsinais-Suomi / Egentliga Finland), Satakunta és Pohjanmaa (Österbotten) történelmi tartományok területén jött létre, a tartomány címerét pedig a három történelmi tartomány címerének összevonásával képezték.
Az 1997-es tartományi reform keretében az akkori Turku és Pori, Vaasa és Közép-Finnország tartományok, valamint Häme tartomány északi része egyesült Nyugat-Finnország tartománnyá.

## Adminisztráció
Az Állami Tartományi Hivatal hét összevont helyi minisztériumi hatóságból állt. Körülbelül 350 embert alkalmazott és nyolc osztálya volt.
A központi iroda Turkuban volt található, regionális szolgaáltató irodák Jyväskyläben, Tamperében és Vaasában voltak. Ezen kívül Poriban is fenntartottak egy irodát.

## Régiók
Nyugat-Finnország 7 régióra oszlott:
- Dél-Pohjanmaa (finnül Etelä-Pohjanmaa, svédül Södra Österbotten)
- Közép-Finnország (f. Keski-Suomi, sv. Mellersta Finland)
- Közép-Pohjanmaa (f. Keski-Pohjanmaa sv. Mellersta Österbotten)
- Pirkanmaa (sv. Birkaland)
- Pohjanmaa (sv. Österbotten)
- Satakunta (svédül régiesen Satakunda)
- Valódi Finnország (f. Varsinais-Suomi, sv. Egentliga Finland)

Nyugat-Finnországban 204 település volt található.

## Lásd még
- Főbb finn városok
- Finn települések listája
- Finnország régiói
- Finnország történelmi tartományai
- Finnország